# Eurasia, Rivista di Studi Geopolitici
Az Eurasia, Rivista di studi geopolitici című olasz geopolitikai szemle háromszor jelenik meg évente. 2004-ben alapították, az Edizioni all’insegna del Veltro adja ki Parmában, Claudio Mutti irányításával. A szemlének 2011 decemberéig 25 száma jelent meg.

## Kiadói program
Az Eurasia célja „előmozdítani és terjeszteni a nemzeti és nemzetközi tudományos szövetségek körében a geopolitikai tudományt; továbbá felhívni a politikai, értelmiségi, katonai, gazdasagi, sajtóvilág figyelmét az eurázsiai témákra”. Az Eurasia perspektívája nemcsak a szoros értelemben vett nemzetközi kapcsolatokkal áll összefüggésben, hanem arra törekszik, hogy „felhívja a specialisták figyelmét az eurázsiai szellemi egységre”, noha a szemle azt állítja, hogy nem képvisel „egy meghatározott akadémiai pozíciót”. Emellett tervezi egyéb tanulmányoknak és analizíseknek a kiadását, „például a geogazdaságtanról, amely a geopolitikától független és egy új tudományt képez, azon cél érdekében, hogy ismertesse azokat a módszereket, amelyek a gazdasági és pénzügyi stratégiáit tartják fenn globális szinten úgy az uralkodó nemzeteknek mint a nagy pénzügyi hatalmaknak és azokat a lehetőségeket, amelyek kibontakozhatnak a gyengébb nemzetek javára. Nem hagyjuk ki még azokat a tanulmányokat sem, amelyek a biztonság kényes kérdéseivel foglalkoznak, a geostratégia kritériumai szerint interpretálva”.

## Szerkesztők és munkatársak
Az Eurasia szerkesztői: Giovanni Armillotta, Aldo Braccio, Fabio Falchi, Enrico Galoppini, Alessandro Lattanzio, Matteo Pistilli és Stefano Vernole. Az írások nagyobb része külső munkatársaktól származik. Állandó munkatársak: Alberto Buela Lamas, Côme Carpentier de Gourdon, F. William Engdahl, Vagif A. Gusejnov, Fabio Mini, Costanzo Preve és Susanne Scheidt. Ezenkívül jelentek meg Sergej N. Baburin, Vishnu Bhagwat, Massimo Campanini, Alfredo Canavero, Franco Cardini, Noam Chomsky, Michel Chossudovsky, Stefania Craxi, Vittorio Craxi, Alì Daghmoush, Alain De Benoist, Henry De Grossouvre, Aleksandr Dugin, Vladimir I. Jakunin, Gianfranco La Grassa, Alberto Mariantoni, Khaled Mashaal, Thierry Meyssan, Sergio Romano, Vinod Saighal, Israel Shamir, Webster Griffin Tarpley, Gennadij Zjuganov és Danilo Zolo írásai illetve interjúi.

## Struktúra
A folyóirat minden száma körülbelül 250 oldalból áll és öt részre tagolódik.
1. A főszerkesztő írása
2. Kontinensek: különböző témájú cikkek
3. Dosszié: speciális témákkal foglalkozó írások
4. Interjúk
5. Recenziók

A szemle portálján általában rövidebb, olasz nyelven írott vagy más nyelvekről lefordított írások jelennek meg. Ezenkívül az Eurasia jelentései című függelékek is elektronikus formában érhetők el.

## Szemináriumok és konferenciák
Az Eurasia Olaszország szerte rendszeres konferenciákat is szervez; 2008-tól pedig éves szemináriumokat is tart.